# Ørsted IF
Ørsted Idrætsforening er en idrætsforening hjemmehørende i Ørsted stiftet den 22. juni 1902, som dækker sportsgrenene badminton, fodbold, gymnastik, krolf og tennis. Aktiviteterne har til huse i Rougsøhallen.
I 2016 havde foreningen ca. 500 aktive medlemmer.